# Kikou Kantai Dairugger XV
Kikou Kantai Dairugger XV (機甲艦隊ダイラガーXV, Kikō Kantai Dairagā Fifutīn) is een Japanse animeserie, die uit werd gezonden in 1982. De serie is een productie van Toei Animation, en bestaat uit 1 seizoen van 52 afleveringen.
De serie werd later overgezet tot het tweede seizoen van Voltron: Defender of the Universe.

## Verhaal
De serie speelt zich af in de toekomst. De aarde is inmiddels lid van de Terran League, en kent een grote periode van voorspoed.
De president van de Terran League geeft het bevel om een verkenningsteam uit te sturen naar nog onbekende plaatse in de Melkweg. Hiervoor wordt een vloot samengesteld van vijftien machines, die zich kunnen combineren tot een robot genaamd de Dairugger XV. Onderweg trekt de groep onbewust de aandacht van het Galbeston Keizerrijk. Door de DaiRugger in te zetten kan het team de aanval afslaan, en keert terug naar de aarde. De Galbeston volgen hen echter, en zetten hun zinnen nu op het veroveren van de aarde.
De rest van de serie draait om de pogingen van het DaiRugger team om de Aarde te beschermen tegen de Galbeston. De situatie wordt complexer wanneer blijkt dat niet alle inwoners van de planeet Galbeston kwaadaardig zijn. De meeste inwoners worden enkel onderdrukt door de keizer. Tevens staat de planeet op het punt te ontploffen en is het Dairugger team gedwongen de bevolking te hulp te komen.

## Concept
In de serie zijn er drie team eenheden: Land, Lucht en Zee. Elke eenheid telt vijf machines. Het idee van 15 machines die een robot vormen is afkomstig van de sport Rugby, waarin 15 spelers nodig zijn om een Rugby Union te vormen.

## Characters

### Dairugger Characters
| Functie           | Japanse naam    | Seiyū           | Englise naam | Team      | Voertuig                   | Dairugger lichaamsdeel |
| ----------------- | --------------- | --------------- | ------------ | --------- | -------------------------- | ---------------------- |
| Rugger #1 Piloot  | Manabu Aki      | Toshio Furukawa | Jeff Dukane  | Air Team  | Command Jet Explorer       | hoofd                  |
| Rugger #2 Piloot  | Shinobu Kai     | Ryōma Yamamoto  | Rocky        | Air Team  | Strato Weapons Module      | bovenste torsop        |
| Rugger #3 Piloot  | Shota Kreuz     | Kōzō Shioya     | Wolo         | Air Team  | Advanced Recon Helicopter  | rechterbovenarm        |
| Rugger #4 Piloot  | Yasuo Mutsu     | Satomi Majima   | Chip Stoker  | Air Team  | Advanced Recon Helicopter  | linkerbovenarm         |
| Rugger #5 Piloot  | Patty Ellington | Keiko Han       | Ginger       | Air Team  | Falcon VT Fighter          | Torsoplaat             |
| Rugger #6 Piloot  | Miranda Keets   | Hideyuki Hori   | Cric         | Sea Team  | Communications Module      | heupen                 |
| Rugger #7 Piloot  | Haruka Kaga     | Harumi Iizuka   | Lisa         | Sea Team  | Space Prober               | rechterdij             |
| Rugger #8 Piloot  | Saruta Katz     | Masaharu Satō   | Tagor        | Sea Team  | Space Prober               | linkerdij              |
| Rugger #9 Piloot  | Tatsuo Izumo    | Shō Hayami      | Shannon      | Sea Team  | Multi-Wheeled Explorer     | rechterbeen            |
| Rugger #10 Piloot | Baros Karateya  | Ken Yamaguchi   | Zandee       | Sea Team  | Multi-Wheeled Explorer     | linkerbeen             |
| Rugger #11 Piloot | Walter Jack     | Katsuji Mori    | Cliff        | Land Team | Jet Radar Station          | middentorso            |
| Rugger #12 Piloot | Moya Kirigas    | Nana Yamaguchi  | Cinda        | Land Team | Rotating Personnel Carrier | rechteronderarm.       |
| Rugger #13 Piloot | Mack Chakker    | Banjō Ginga     | Modoch       | Land Team | Armored Equipment Carrier  | linkeronderarm         |
| Rugger #14 Piloot | Tasuku Izu      | Shingo Hiromori | Marvin       | Land Team | All-Terrain Space Vehicle  | rechtervoet            |
| Rugger #15 Piloot | Kazuto Nagato   | Hiroshi Ōtake   | Hutch        | Land Team | All-Terrain Space Vehicle  | linkervoet             |

### Extra personages
| Japanse naam                        | Seiyū           | Englise naam            | Stemacteur   |
| ----------------------------------- | --------------- | ----------------------- | ------------ |
| Jinji Ise                           | Hideyuki Tanaka | Commander James Hawkins | Peter Cullen |
| High Commander Wasaka               |                 | Space Marshal Graham    |              |
|                                     |                 | Commander Steele        |              |
| Dick Asimov                         | Kōji Yada       | Captain Newley          |              |
| Doctor Fatch                        |                 | Professor Page          |              |
| Telesu                              | Kōji Totani     | Enemy Commander Hazar   |              |
| Dorick                              |                 | Enemy Officer Mongo     |              |
| Internal Commissioner Sokuratto Tes |                 | Chancellor Mozak        |              |
| Saku                                |                 | Dorma                   |              |
| Brak                                |                 | Bakki                   |              |
| Rocket                              |                 | Captain Nerok           |              |
|                                     |                 | Marshal Keezor          |              |
| Commander Caponello Soushin         |                 | Viceroy Throk           |              |
| Emperor Conseillu                   |                 | Emperor Zeppo           |              |

## Omzetting naar Voltron
De show werd in 1985 gekocht door het Amerikaanse bedrijf World Events Productions, en samengevoegd met Golion tot Voltron: Defender of the Universe. Dit terwijl Golion en Dairugger twee opzichzelfstaande series waren die onderling geen connecties hadden. Net als bij Golion werden de namen van de personages aangepast, en veel van het geweld verwijderd. Tevens werd in de Engelse dialogen geregeld gerefereerd aan de Golion serie om het te doen lijken dat de twee series zich afspeelden in hetzelfde fictieve universum.